# Академічне веслування на Літній універсіаді 2013 — одиночка, легкий вага (жінки)
Змагання серед одиночок у легкій вазі з академічного веслування серед жінок на XXVII Всесвітньої Літній Універсіаді пройшли з 6 по 8 липня.

## Призери
| Золото                           | Срібло                     | Бронза                         |
| Кірстен-Мішель Маккенн ПАР (RSA) | Ольга Аркадова Росія (RUS) | Елеонора Трівелла Італія (ITA) |

## Результати

### Попередній етап
На попередньому етапі пройшло 3 заїзди, за підсумками яких три найкращі спортсменки в кожному з них напряму пройшли до півфіналу A/B. Спортсменки, що зайняли місця нижче 3-го, візьмуть участь у втішному заїзді

#### Заїзд 1
| Місце | Спортсмен               | 500 м   | 1000 м  | 1500 м  | Час     |
| ----- | ----------------------- | ------- | ------- | ------- | ------- |
| 1     | Юлія Траутфеттер (AUS)  | 1:59.01 | 4:03.61 | 6:10.68 | 8:16.66 |
| 2     | Елеонора Трівелла (ITA) | 1:59.30 | 4:16.01 | 6:24.73 | 8:23.94 |
| 3     | Кристина Шперрера (AUT) | 2:00.77 | 4:05.88 | 6:16.22 | 8:24.64 |
| 4     | Ана Паласан (BRA)       | 2:02.76 | 4:07.76 | 6:20.54 | 8:27.83 |
| 5     | Лариса Жалінська (UKR)  | 2:10.21 | 4:28.14 | 6:47.35 | 9:04.71 |

#### Заїзд 2
| Місце | Спортсмен                    | 500 м   | 1000 м  | 1500 м  | Час     |
| ----- | ---------------------------- | ------- | ------- | ------- | ------- |
| 1     | Кірстен-Мішель Маккенн (RSA) | 1:58.30 | 4:05.65 | 6:15.21 | 8:24.29 |
| 2     | Емі Балм (IRL)               | 2:08.12 | 4:17.00 | 6:27.31 | 8:37.07 |
| 3     | Чен Ошрі (ISR)               | 2:04.61 | 4:16.58 | 6:31.92 | 8:46.19 |
| 4     | Людмила Іванова (LAT)        | 2:04.27 | 4:20.48 | 6:39.56 | 8:55.27 |

#### Заїзд 3
| Місце | Спортсмен               | 500 м   | 1000 м  | 1500 м  | Час     |
| ----- | ----------------------- | ------- | ------- | ------- | ------- |
| 1     | Ольга Аркадова (RUS)    | 1:56.43 | 4:00.55 | 6:08.39 | 8:15.13 |
| 2     | Олівія Вюсс (SUI)       | 2:00.17 | 4:08.01 | 6:15.84 | 8:21.93 |
| 3     | Чун Хе Вон (KOR)        | 2:00.52 | 4:07.60 | 6:15.06 | 8:24.25 |
| 4     | Габріела Москейра (PAR) | 2:01.59 | 4:08.81 | 6:17.88 | 8:31.01 |

### Утішливий заїзд
За підсумками втішного заїзду три найкращих спортсмена пройшли до півфіналу A/B.
| Місце | Спортсмен               | 500 м   | 1000 м  | 1500 м  | Час     |
| ----- | ----------------------- | ------- | ------- | ------- | ------- |
| 1     | Ана Паласан (BRA)       | 2:12.85 | 4:34.34 | 7:01.73 | 9:27.83 |
| 2     | Людмила Іванова (LAT)   | 2:14.31 | 4:36.42 | 7:04.36 | 9:30.36 |
| 3     | Габріела Москейра (PAR) | 2:10.59 | 4:34.05 | 7:09.96 | 9:39.52 |
| 4     | Лариса Жалінська (UKR)  | 2:21.34 | 4:49.16 | 7:21.05 | 9:44.63 |

### Півфінал A/B

#### Заїзд 1
| Місце | Спортсмен                    | 500 м   | 1000 м  | 1500 м  | Час     |
| ----- | ---------------------------- | ------- | ------- | ------- | ------- |
| 1     | Кірстен-Мішель Маккенн (RSA) | 1:55.16 | 3:58.54 | 6:02.94 | 8:04.13 |
| 2     | Юлія Траутфеттер (AUS)       | 1:58.57 | 4:02.10 | 6:07.15 | 8:08.16 |
| 3     | Кристина Шперрер (AUT)       | 2:00.86 | 4:07.79 | 6:12.72 | 8:12.57 |
| 4     | Габріела Москейра (PAR)      | 2:01.13 | 4:08.08 | 6:13.83 | 8:15.35 |
| 5     | Олівія Вюсс (SUI)            | 1:58.27 | 4:04.16 | 6:10.81 | 8:16.56 |
| 6     | Чен Ошрі (ISR)               | 2:02.88 | 4:13.78 | 6:25.46 | 8:33.58 |

#### Заїзд 2
| Місце | Спортсмен                 | 500 м   | 1000 м  | 1500 м  | Час     |
| ----- | ------------------------- | ------- | ------- | ------- | ------- |
| 1     | Ольга Аркадова (RUS)      | 1:54.94 | 4:00.36 | 6:07.18 | 8:08.29 |
| 2     | Елеонора Трівелла]] (ITA) | 1:57.43 | 4:04.40 | 6:11.15 | 8:13.25 |
| 3     | Чун Хе Вон (KOR)          | 1:59.27 | 4:06.83 | 6:14.05 | 8:15.94 |
| 4     | Емі Балм (IRL)            | 2:04.68 | 4:12.38 | 6:18.39 | 8:20.36 |
| 5     | Ана Паласан (BRA)         | 2:02.01 | 4:13.15 | 6:21.17 | 8:21.18 |
| 6     | Людмила Іванова (LAT)     | 2:12.18 | 4:29.17 | 6:45.05 | 8:54.76 |

### Фінали

#### Фінал B
| Місце | Спортсмен               | 500 м   | 1000 м  | 1500 м  | Час     | Примітки |
| ----- | ----------------------- | ------- | ------- | ------- | ------- | -------- |
| 1     | Габріела Москейра (PAR) | 2:01.76 | 4:09.18 | 6:19.13 | 8:25.93 |          |
| 2     | Олівія Вюсс (SUI)       | 2:01.40 | 4:09.93 | 6:21.87 | 8:29.79 |          |
| 3     | Ана Паласан (BRA)       | 2:02.88 | 4:15.67 | 6:28.67 | 8:33.76 |          |
| 4     | Чен Ошрі (ISR)          | 2:03.79 | 4:13.12 | 6:27.70 | 8:35.72 |          |
| 5     | Людмила Іванова (LAT)   | 2:06.61 | 4:25.03 | 6:44.74 | 8:59.74 |          |
| 6     | Емі Балм (IRL)          | 2:08.33 | 4:19.70 | 6:31.35 | —       | BUW      |

#### Фінал A
| Місце | Спортсмен                    | 500 м   | 1000 м  | 1500 м  | Час     |
| ----- | ---------------------------- | ------- | ------- | ------- | ------- |
| 1     | Кірстен-Мішель Маккенн (RSA) | 1:54.57 | 3:59.17 | 6:06.04 | 8:10.62 |
| 2     | Ольга Аркадова (RUS)         | 1:55.49 | 4:00.46 | 6:09.64 | 8:14.63 |
| 3     | Елеонора Трівелла (ITA)      | 1:59.77 | 4:06.08 | 6:15.49 | 8:19.13 |
| 4     | Юлія Траутфеттер (AUS)       | 2:00.16 | 4:05.85 | 6:15.02 | 8:23.65 |
| 5     | Кристина Шперрер (AUT)       | 2:01.06 | 4:09.18 | 6:20.69 | 8:27.04 |
| 6     | Чжун Хе Вон (KOR)            | 2:02.51 | 4:12.46 | 6:26.53 | 8:33.45 |